# Lamminjärvi (sjö i Egentliga Finland, lat 60,73, long 21,77)
Lamminjärvi är en sjö i Finland. Den ligger i Vemo kommun i landskapet Egentliga Finland, i den sydvästra delen av landet, 180 km väster om huvudstaden Helsingfors. Lamminjärvi ligger 19 meter över havet. Arean är 1,8 hektar och strandlinjen är 0,59 kilometer lång. Sjön  ingår i Skärgårdshavets kustområde, Åland. 